# مدل ترانزیستور
ترانزیستورها قطعات ساده با رفتار پیچیده هستند. برای اطمینان از عملکرد مطمئن مدارهایی که از ترانزیستور استفاده می‌کنند، لازم است پدیده‌های فیزیکی مشاهده شده در عملکرد آنها با استفاده از مدل‌های ترانزیستوری به صورت علمی مدل شوند. مدل‌های مختلفی وجود دارد که از نظر پیچیدگی و هدف متفاوت هستند. مدل‌های ترانزیستوری به دو گروه عمده تقسیم می‌شوند: مدل‌های طراحی قطعه و مدل‌های طراحی مدار.

## مدل‌های طراحی قطعه
ترانزیستور نوین دارای ساختار داخلی است که از سازوکارهای فیزیکی پیچیده بهره‌جویی می‌کند. طراحی قطعه نیاز به درک دقیقی از چگونگی تأثیر فرآیندهای ساخت قطعه مانند کاشت یون، نفوذ ناخالصی، رشد اکسید، بازپخت و زدایش بر رفتار قطعه دارد. مدل‌های فرایند مراحل ساخت را شبیه‌سازی می‌کنند و یک توصیف میکروسکوپی از «هندسه» قطعه به شبیه‌ساز قطعه ارائه می‌کنند. «هندسه» به معنای ویژگی‌های هندسی قابل شناسایی مانند ساختار دروازه مسطح یا دورپیچ (به انگلیسی: wrap-around)، یا اشکال برجسته یا فرورفته سورس و درین نیست (شکل ۱ را برای یک قطعه حافظه با برخی چالش‌های مدل‌سازی غیرمعمول مربوط به شارژکردن دروازه شناور توسط یک فرایند بهمنی ببینید). همچنین به جزئیات داخل ساختار، مانند نمایه‌های (به انگلیسی: profiles) آلایش پس از تکمیل پردازش قطعه اشاره دارد.

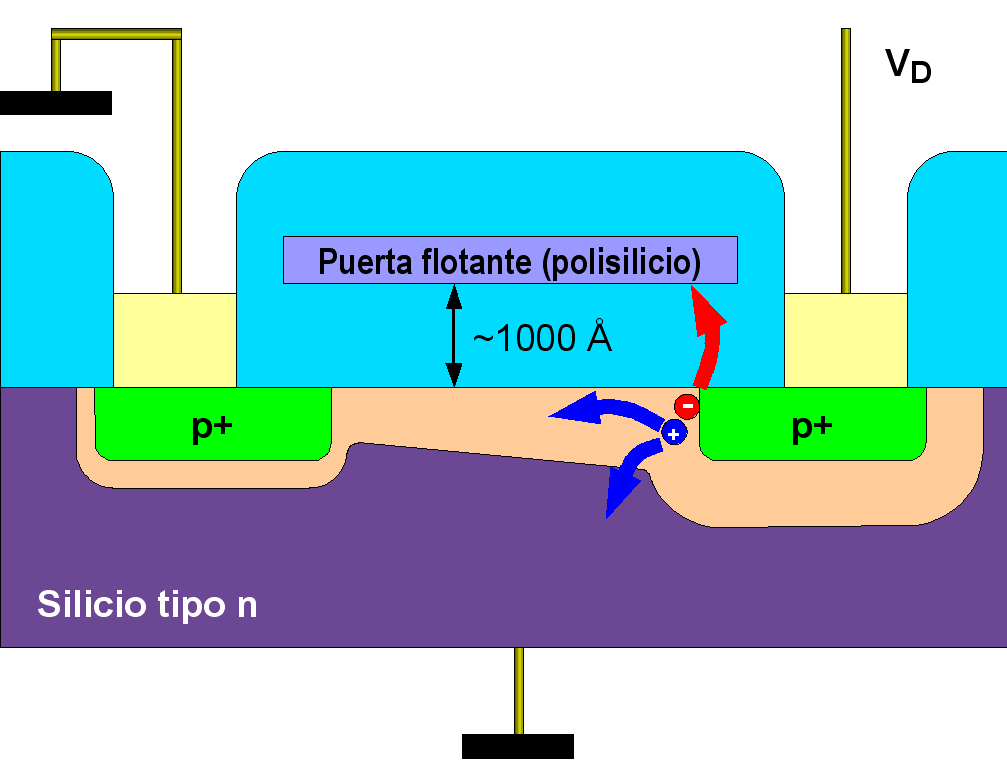
شکل ۱: قطعه حافظه تزریق بهمنی با دروازه-شناور FAMOS

این مدل‌ها بسیار متمرکز بر رایانه هستند و شامل راه‌حل‌های مکانی و زمانی دقیق معادلات دیفرانسیل جزئی جفت‌شده بر روی شبکه‌های سه‌بعدی داخل افزاره است. چنین مدل‌هایی آهسته اجرا می‌شوند و جزئیاتی را ارائه می‌دهند که برای طراحی مدار مورد نیاز نیست؛ بنابراین، مدل‌های ترانزیستور سریع‌تر با جهت‌گیری پارامترهای مدار برای طراحی مدار استفاده می‌شوند.

## مدل‌های طراحی مدار
مدل‌های ترانزیستور تقریباً برای تمام کارهای طراحی الکترونیکی نوین استفاده می‌شود. شبیه‌سازهای مدار آنالوگ مانند اسپایس از مدل‌هایی برای پیش‌بینی رفتار یک طرح استفاده می‌کنند. بیشتر کارهای طراحی مربوط به طراحی‌های مدار مجتمع است که هزینه ابزار بسیار بالایی دارند، در درجه اول برای ماسک‌های تصویر استفاده شده برای ایجاد قطعه‌ها، و انگیزه اقتصادی زیادی برای کارکرد طراحی بدون هیچ گونه تکرار وجود دارد. مدل‌های کامل و دقیق اجازه می‌دهد تا درصد زیادی از طرح‌ها در اولین بار کار کنند.
مدارهای نوین معمولاً بسیار پیچیده هستند. پیش‌بینی عملکرد چنین مدارهایی بدون مدل‌های کامپیوتری دقیق، از جمله مدل‌های قطعه‌های مورد استفاده، اما نه محدود به آن، دشوار است. مدل‌های قطعه شامل اثرات جانمایی ترانزیستور می‌شوند: عرض، طول، میان‌انگشتی، نزدیکی به افزاره‌های دیگر. مشخصه‌های جریان-ولتاژ گذرا و دی‌سی؛ ظرفیت خازنی، مقاومت، و اندوکتانس افزاره مزاحم؛ تأخیر زمانی؛ و اثرات دما؛ برای نام بردن چند مورد

### مدل‌های غیرخطی سیگنال-بزرگ
مدل‌های ترانزیستور سیگنال غیرخطی یا بزرگ به سه نوع اصلی تقسیم می‌شوند:

#### مدل‌های فیزیکی
اینها مدل‌هایی که براساس فیزیک قطعه هستند، براساس مدل‌سازی تقریبی پدیده‌های فیزیکی در یک ترانزیستور هستند. پارامترهای این مدل‌ها بر اساس ویژگی‌های فیزیکی مانند ضخامت اکسید، غلظت آلایش زیرلایه، قابلیت تحرک حامل و غیره است. در گذشته این مدل‌ها به‌طور گسترده مورد استفاده قرار می‌گرفتند، اما پیچیدگی افزاره‌های نوین آن‌ها را برای طراحی کمی ناکافی می‌کند. با این وجود، آنها مکانی را در تحلیل دستی (یعنی در مرحله مفهومی طراحی مدار) پیدا می‌کنند، به عنوان مثال، برای تخمین‌های ساده‌شدهٔ محدودیت‌های تاب-سیگنال (به انگلیسی: signal-swing).

#### مدل‌های تجربی
این نوع مدل کاملاً مبتنی‌بر برازش منحنی است و از هر توابع و مقادیر پارامتری استفاده می‌کند که به اندازه کافی مناسب داده‌های اندازه‌گیری شده‌است تا شبیه‌سازی عملکرد ترانزیستور را ممکن کند. برخلاف یک مدل فیزیکی، پارامترها در یک مدل تجربی نیازی به پایه اساسی ندارند و به روش برازش مورداستفاده برای یافتن آنها بستگی دارند. اگر قرارباشد از آنها برای تعمیم به طرح‌هایی خارج از محدوده داده‌هایی که مدل‌ها در ابتدا به آن‌ها برازشده‌اند (به انگلیسی: fitted)، استفاده شود، روش برازش کلید موفقیت این مدل‌ها است. چنین برون‌یابی امیدی برای چنین مدل‌هایی است، اما تاکنون به‌طورکامل محقق نشده‌است.

### مدل‌های خطی سیگنال-کوچک
مدل‌های سیگنال-کوچک یا خطی برای ارزیابی پایداری، بهره، نویز و پهنای‌باند، هم در مراحل مفهومی طراحی مدار (برای تصمیم‌گیری بین ایده‌های طراحی جایگزین قبل از شبیه‌سازی رایانه‌ای) و هم با استفاده از رایانه استفاده می‌شوند. یک مدل سیگنال کوچک با گرفتن مشتقات منحنی‌های جریان-ولتاژ در مورد یک نقطه بایاس یا نقطه-Q تولید می‌شود. تا زمانی که سیگنال نسبت به غیرخطی بودن افزاره کوچک باشد، مشتقات به‌طور قابل توجهی تغییر نمی‌کنند و می‌توان آنها را به عنوان عناصر مدار خطی استاندارد در نظر گرفت. مزیت مدل‌های سیگنال کوچک این است که می‌توان آن‌ها را مستقیماً حل کرد، درحالی که مدل‌های غیرخطی سیگنال-بزرگ معمولاً به صورت بازگشتی و با مسائل احتمالی هم‌گرایی یا پایداری حل می‌شوند. با ساده‌سازی به یک مدل خطی، کل افزاره برای حل معادلات خطی در دسترس می‌شود، به عنوان مثال، معادلات هم‌زمان، دترمینان‌ها، و نظریه ماتریس (اغلب به عنوان بخشی از جبر خطی مطالعه می‌شود)، به ویژه قاعده کرامر. مزیت دیگر این است که یک مدل خطی راحت تر است و به سازماندهی فکر کمک می‌کند.

#### پارامترهای سیگنال-کوچک
پارامترهای یک ترانزیستور نشان‌دهنده ویژگی‌های الکتریکی آن است. مهندسان از پارامترهای ترانزیستور در آزمایش خط تولید و طراحی مدار استفاده می‌کنند. گروهی از پارامترهای ترانزیستور که برای پیش‌بینی بهره مدار، امپدانس ورودی و امپدانس خروجی کافی هستند، اجزای مدل سیگنال-کوچک آن هستند.
تعدادی از مجموعه پارامترهای شبکه دودهانه‌ای مختلف ممکن است برای مدل‌سازی یک ترانزیستور استفاده شود. این شامل:
- پارامترهای انتقال (پارامترهای-T)،
- پارامترهای هایبرید (پارامترهای-h)
- پارامترهای امپدانس (پارامترهای-z)،
- پارامترهای ادمیتانس (پارامترهای-y)، و
- پارامترهای پراکندگی (پارامترهای-S).

پارامترهای پراکندگی یا پارامترهای S را می‌توان برای یک ترانزیستور در یک نقطه بایاس معین با یک تحلیلگر شبکه برداری اندازه‌گیری کرد. پارامترهای S را می‌توان با استفاده از عملیات جبر ماتریسی استاندارد به مجموعه پارامتر دیگری تبدیل کرد.

## مدل‌های محبوب
- مدل گومل-پون
- مدل اِبِرز-مول
- BSIM3 (به BSIM مراجعه کنید)
- BSIM4
- BSIMSOI
- مدل ماسفت ایی‌کی‌وی (همچنین به وب سایت آن در EPFL مراجعه کنید)
- PSP
- HICUM
- MEXTRAM
- مدل هایبرید پای
- مدل پارامتر H